# Ferrocarril de Monterrey y el Golfo de México

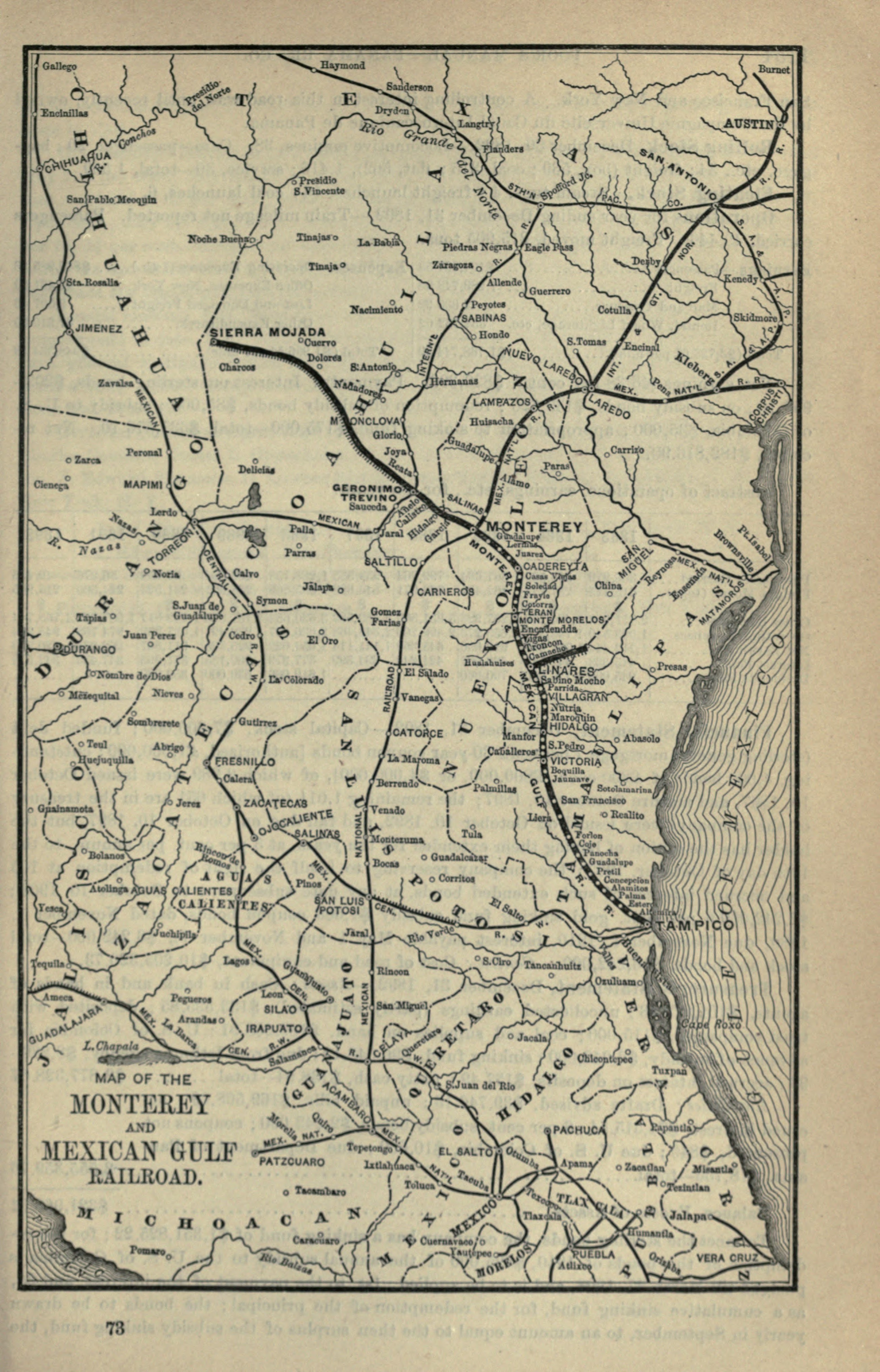
Monterey y el Ferrocarril del Golfo de México en 1893.

El Ferrocarril de Monterrey y el Golfo de México fue un ferrocarril en México sobre el cual el Ferrocarril Central Mexicano adquirió el control en junio de 1901.
El ferrocarril se estableció como empresa en la ciudad de Nueva York el 5 de septiembre de 1888. En la década de 1890 se decía que el ferrocarril estaba en mejor posición financiera que sus competidores y que obtendría grandes ganancias una vez que comenzara la explotación petrolera en el Golfo de México.